# إليزابيث قاولد ديفيس
إليزابيث قاولد ديفيس (بالإنجليزية: Elizabeth Gould Davis)‏ هي أمينة مكتبة أمريكية، ولدت في 1910 في كانساس في الولايات المتحدة، وتوفيت في 1974.